# Смоктуновский, Иннокентий Михайлович
Инноке́нтий Миха́йлович Смоктуно́вский (фамилия при рождении — Смоктуно́вич; 28 марта 1925, Татьяновка — 3 августа 1994, посёлок санатория имени Герцена) — советский и российский актёр театра и кино, чтец. Герой Социалистического Труда (1990), народный артист СССР (1974), лауреат Ленинской премии (1965) и Государственной премии РСФСР имени братьев Васильевых (1971). Участник Великой Отечественной войны.
Образы, созданные Смоктуновским на сцене — князь Мышкин в Большом драматическом театре, царь Фёдор Иоаннович в Малом, чеховский Иванов и Порфирий Головлёв во МХАТе — вошли в «золотой фонд» российского театрального искусства.
Смоктуновского называли первым интеллектуальным актёром советского кинематографа; лучшие свои роли он сыграл в фильмах «Солдаты», «Девять дней одного года», «Гамлет», «Чайковский», «Дамский портной» и в лирической комедии Эльдара Рязанова «Берегись автомобиля».

## Биография

### Происхождение
Родился 28 марта 1925 года в деревне Татьяновка (ныне Шегарский район Томской области) в семье Михаила Петровича Смоктуновича (1899—1942) и Анны Акимовны Махнёвой (1902—1985), в которой был вторым из шестерых детей.
Существует версия, что Смоктуновичи (пол. Smoktunowicz) происходят из древнего рода волынских шляхтичей, сосланных в Сибирь за участие в восстании 1863 года. Однако, по свидетельству самого актёра, его прадед не был ни дворянином, ни поляком, и сам он по крови белорус. В одном из интервью рассказывал о своём прадеде Николае Смоктуновиче (бел. Смактуновіч): «Он служил егерем в Беловежской пуще и в 1861 году убил зубра. Кто-то „настучал“, и его сослали в Сибирь — вместе со всей семьёй».
В 1929—1930-х годах отец и дед были раскулачены и подверглись репрессиям. Дядя актёра, Григорий Петрович Смоктунович, был расстрелян в 1937 году по «делу о создании кадетско-монархистской организации».

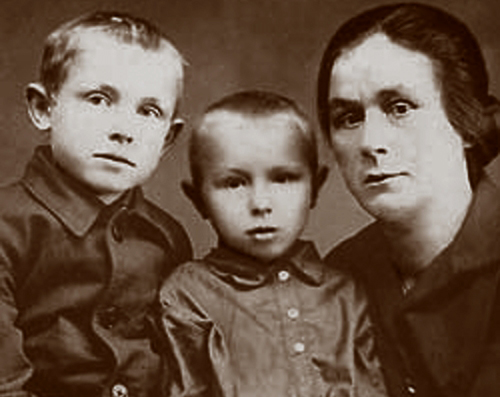
Кеша Смоктунович (слева) с братом Володей и тётей Надеждой Петровной Чернышенко

В 1929 году семья Смоктуновичей, спасаясь от голода, покинула деревню. Не желая идти в колхоз, родители переехали сначала в Томск, затем в Красноярск, где жила родная сестра отца, Надежда Петровна, — в голодном 1932 году, не имея собственных детей, она взяла к себе на воспитание Иннокентия и его брата Владимира. Брат вскоре умер, а Иннокентий вынужден был воровать на рынке, чтобы выжить. Отец, одарённый незаурядной физической силой, работал грузчиком в красноярском порту. С началом войны он был призван в армию, воевал в составе 637-го стрелкового полка и в августе 1942 года пропал без вести; как выяснилось позже, погиб.
В 14 лет Иннокентий Смоктуновский впервые попал в театр — Красноярский драматический театр имени А. С. Пушкина; много лет спустя он рассказывал о первом увиденном спектакле: «Сейчас уже я понимаю, что это было просто дурно по вкусу, но тогда вышел потрясённый… Должно быть, я был очень добрым зрителем или во мне уже тогда заговорило нутро: попал домой». Ещё раньше, в шестом классе, он начал заниматься в школьном драмкружке, которым руководил актёр Синицын. Однако после первого же публичного показа «Предложения» по Чехову, в котором Смоктуновский играл роль Ломова, он был изгнан из кружка.

### Война
Когда отец ушёл на фронт, Смоктуновскому пришлось помогать семье: он окончил фельдшерско-акушерское училище, затем перешёл на курсы киномехаников, по окончании которых в 1942 году работал в размещённой в Красноярске воинской части и госпитале при ней. В том же году он поступил статистом в Красноярский драматический театр; много лет спустя актёр признался в одном из своих интервью, что научился подделывать театральные билеты: покупать билеты каждый день не было никакой возможности, а жить без театра он уже не мог.

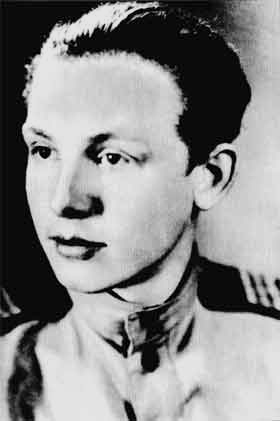
Гвардии сержант Иннокентий Смоктунович

В январе 1943 года Смоктуновский был призван в армию и направлен в Киевское пехотное училище, находившееся в то время в Ачинске. В августе того же года в срочном порядке он был отправлен без присвоения офицерского звания рядовым на фронт, на пополнение 75-й гвардейской стрелковой дивизии.
В должности связного штаба 212-го гвардейского полка этой дивизии он участвовал в боях на Курской дуге, форсировании Днепра, в операции по освобождению Киева. За то, что под огнём противника через Днепр доставлял боевые донесения в штаб 75-й дивизии, Смоктуновский был награждён первой медалью «За отвагу». Впрочем, эту медаль актёр получил лишь 49 лет спустя на сцене Художественного театра имени А. П. Чехова, после спектакля «Кабала святош» по Булгакову).
В декабре 1943 года под Киевом Смоктуновский попал в плен, месяц провёл в лагерях для военнопленных в Житомире, Шепетовке, Бердичеве. 7 января 1944 года бежал из плена. В течение месяца его укрывала в своём доме украинская семья. «Может быть, именно здесь, — напишет позже Раиса Беньяш, — где с риском для собственной жизни люди вернули жизнь обессилевшему солдату, впервые узнал Смоктуновский реальную цену человечности». Связь с членами этой семьи он сохранял до конца жизни. В том же доме Смоктуновский познакомился с заместителем командира партизанского отряда Каменец-Подольского соединения, в который и вступил в феврале 1944 года.
В мае партизанский отряд объединился с 318-м гвардейским стрелковым полком 102-й гвардейской стрелковой дивизии. С этим полком, в должности командира отделения роты автоматчиков, гвардии младший сержант Смоктуновский принимал участие в освобождении Варшавы. Как сказано в приказе о награждении, за то, что в боях при прорыве обороны противника в районе деревни Лорцен 14 января 1945 года его отделение одним из первых ворвалось в траншеи противника и уничтожило при этом около 20 немцев, он был награждён второй медалью «За отвагу». Войну закончил в немецком городе Гревесмюлен.

### Театр. До Мышкина
Демобилизовавшись в октябре 1945 года, Иннокентий Смоктуновский вернулся в Красноярск. Не имея ни ясной цели, ни поддержки, поначалу он намеревался поступить в Лесотехнический институт, но старый приятель по школьному драмкружку сообщил, что местный театр организовал студию: «Будем вести лёгкую, приятную, весёлую, беззаботную жизнь». Через тридцать лет, в зените славы, актёр скажет: «Было в моей жизни много всякого: и плохого и прекрасного. Одного только не было и, наверное, никогда не будет — лёгкости и беззаботности».
Хотя Смоктуновский бежал из немецкого плена, сам факт пребывания в плену отозвался в послевоенные годы: как «неблагонадёжный», он получил «минус 39» — запрет на проживание в 39 крупнейших городах. После недолгой учёбы в студии при Красноярском драматическом театре имени А. С. Пушкина (1945—1946), «не глотнув даже азбучных истин актёрской профессии», он набирался опыта в тех краях, дальше которых не ссылали: в 1946—1951 годах выступал на сцене 2-го Заполярного театра драмы в Норильске, в котором служили преимущественно заключённые Норильлага, в их числе Георгий Жжёнов. Именно здесь, в Норильске, в разгар «борьбы с космополитизмом», по требованию директора театра ему пришлось изменить фамилию, — в 1966 году Смоктуновский подпишет Письмо 25 деятелей культуры и науки Леониду Брежневу против реабилитации Сталина.
Весной 1951 года актёр заболел цингой, что заставило его годом позже переселиться на юг: после недолгого пребывания в Грозном, в Русском драматическом театре имени М. Ю. Лермонтова, Смоктуновский оказался в Махачкале, где служил в Дагестанском русском драматическом театре имени М. Горького. В 1953—1954 годах он жил в Сталинграде и выступал на сцене Областного драматического театра имени М. Горького. За эти годы ему довелось сыграть Белогубова в «Доходном месте» А. Островского и даже Хлестакова, дважды — в Махачкале и в Сталинграде. Римма Маркова, видевшая его Хлестакова, много лет спустя говорила: «Жаль, что позже Смоктуновский практически не играл комедийные роли, он мог делать это блистательно».

#### В Москве
Мечтая о театре более высокого уровня, в начале 1955 года Смоктуновский, по совету Риммы и Леонида Марковых, отправился в Москву, показывался едва ли не во всех столичных театрах, но ни один не заинтересовал. «Он был не нужен, — писал Анатолий Смелянский, — и по справедливости: „ментальность“ артиста была на редкость не подходящей для репертуара той поры. Ему некого было играть. Высокий, худой, с прозрачными голубыми глазами и светлыми, чуть вьющимися волосами, с каким-то завораживающе-странным голосом, которым он как бы не управлял, испуганной, осторожной „тюремной“ пластикой… Артист с такими данными был безнадёжен для тех пьес, что определяли репертуар».
В конце концов Смоктуновский был принят на внештатную работу, с оплатой за выход, в Театр имени Ленинского комсомола, но и там ролей практически не имел и через несколько месяцев перешёл в Театр-студию киноактёра. Снимался на киностудии «Мосфильм» в массовках, в 1956 году сыграл первые небольшие роли — в фильмах «Убийство на улице Данте» и «Как он лгал её мужу»: наконец был замечен режиссёром Александром Ивановым, пригласившим никому не известного актёра на неэпизодическую роль Фарбера в фильме «Солдаты» по повести Виктора Некрасова «В окопах Сталинграда».
По свидетельству самого актёра, покидая Сталинград, он сказал коллегам: «Если обо мне не услышите через пять лет, буду заниматься другим делом». Главную роль своей жизни, круто изменившую его судьбу, Иннокентий Смоктуновский получил благодаря счастливому стечению обстоятельств: в 1957 году Георгий Товстоногов пригласил из Таллина режиссёра Вениамина Ланге для постановки «Идиота» в Большом драматическом; на роль князя Мышкина был назначен Пантелеймон Крымов, актёр столь же талантливый, сколь и недисциплинированный; не явившись на первую репетицию, он исчерпал терпение Товстоногова и был уволен. Другого актёра на эту роль в труппе БДТ не нашлось, и Ланге вернулся в Таллин. Некоторое время спустя назначенный на роль Рогожина Евгений Лебедев порекомендовал Товстоногову Смоктуновского, с которым вместе снимался в фильме «Шторм»; увидев актёра в роли Фарбера, Товстоногов пригласил его в БДТ и теперь уже сам взялся за постановку спектакля.

### После Мышкина

В роли князя Мышкина (БДТ, 1957)

Работа над ролью шла крайне тяжело: «Такого мучения в работе, такой трудности, — говорил актёр, — я и предположить не мог». Но после премьеры «Идиота», состоявшейся 31 декабря 1957 года, Смоктуновский «проснулся знаменитым»; смотреть спектакль с необыкновенным князем Мышкиным люди приезжали со всех концов Советского Союза. Как отмечала Алёна Варламова, после знаменитых статей Белинского о Павле Мочалове в роли Гамлета трудно было вспомнить другой случай, когда бы критика зафиксировала и проанализировала едва ли не каждый момент существования актёра на сцене. Инна Соловьёва и Вера Шитова описали простой проход Мышкина-Смоктуновского из одной кулисы в другую перед закрытым занавесом, ставший одной из вершин роли: «Высокий и слабый, сутулый и непередаваемо изящный, с какими-то слишком лёгкими руками, с походкой, щемяще робкой и одновременно щемяще решительной, князь Мышкин шёл в иноземном своём платье, в толстых башмаках, с узелком, завязанным в клетчатый платок. Беззащитный, детски приветливый, строгий, вступал он в эту петербургскую жизнь, корыстную и горячечную, нёс сюда ясный и беспомощный свет своей души». Этот Мышкин был для советского театра совершенно новым героем, востребованным «оттепелью».
По свидетельствам очевидцев, Смоктуновский с первого же появления на сцене, в вагоне поезда, возвращавшего его героя в Россию, убеждал зрителей в том, что Мышкин Достоевского «такой и другим быть не может». Впоследствии многие — и театральные критики, и режиссёры, и коллеги-актёры — называли спектакль Товстоногова самым сильным театральным потрясением в своей жизни. «Это был прорыв, взрыв, переход в новое качество не только ленинградского театра, но и всей нашей сцены», — писал об «Идиоте» десятилетия спустя Смелянский. Сам же актёр об этом спектакле говорил: «Я сыграл его двести раз, и если бы мне пришлось сыграть его ещё столько же, я бы и сам остался больным человеком». Теперь актёра наперебой приглашали в кино — лучшие режиссёры Советского Союза; именно его хотел видеть в роли Андрея Болконского Сергей Бондарчук.
После премьеры «Идиота» актёр проснулся не просто знаменитым, но «гением». Между тем, на сцене БДТ ему приходилось играть Дзержинского в погодинских «Кремлёвских курантах» и Сергея Серёгина в «Иркутской истории» Алексея Арбузова, схематично воспроизводившей конфликт «Идиота». Партнёр по сцене Павел Луспекаев отметил тогда же, что играть Смоктуновский может и должен только в классике. Серёгина, по мнению критика, он сыграл «бледно и неинтересно», и причиной неудачи стало интуитивное неприятие среднего уровня, выше которого ни его герой, ни сама пьеса не поднимались. «Он стал бояться следующей роли, — писала завлит БДТ Дина Шварц, — У него появились собственные проблемы, не знакомые никому в театре… Никто не хотел задумываться — а не сыграет ли Смоктуновский следующую роль хуже, чем Мышкина».

#### Уход из БДТ
Ролей, более соответствовавших его возможностям, актёр стал искать на стороне — в кинематографе, что в итоге привело к конфликту с художественным руководителем театра. Так, из-за съёмок он на три недели опоздал к началу репетиций «Горя от ума» Грибоедова, где должен был играть Чацкого. В конце 1960 года, сыграв лишь пять раз «Иркутскую историю», Смоктуновский покинул БДТ. Впоследствии его попытки вернуться в театр, — а он очень хотел сыграть Чацкого, — не увенчались успехом: Товстоногов не прощал измен. Евгений Лебедев, на протяжении десятилетий связанный с Товстоноговым и дружбой, и родством, свидетельствовал: «Георгий Александрович очень переживал уход Смоктуновского, но у нас был принцип — кто уходил из театра, тот уже не возвращался». Лишь при возобновлении в 1966 году спектакля «Идиот», специально для гастролей в Англии и во Франции, он был ненадолго приглашён в БДТ. Записанный на фонограмму голос Смоктуновского звучал в качестве текста от автора в спектаклях Товстоногова «Поднятая целина» (1964) и «Ревизор» (1972), но, оказавшись вынужденным выбирать между театром и кинематографом, актёр выбрал кино, — хотя без театра, как выяснилось очень скоро, жить не мог, — и вплоть до 1973 года на сцену не выходил.
В этот период Смоктуновский сыграл целый ряд киноролей, принёсших ему всесоюзную славу, а в дальнейшем и признание за рубежом, в их числе Илья Куликов в фильме Михаила Ромма «Девять дней одного года», Гамлет в одноимённом фильме Григория Козинцева, Юрий Деточкин в комедии Эльдара Рязанова «Берегись автомобиля» и Пётр Ильич Чайковский в фильме Игоря Таланкина (сценарий был написан специально под Смоктуновского). Роль Порфирия Петровича в фильме Л. Кулиджанова «Преступление и наказание» в 1971 году была отмечена Государственной премией РСФСР.
Как отмечала Елена Горфункель, список ролей, не сыгранных из-за занятости в других фильмах или из-за болезни глаз, заставившей Смоктуновского на два года покинуть кинематограф (после съёмок у Рязанова), не менее впечатляющ: помимо Андрея Болконского, это и Каренин, и Хлудов в «Беге» Александра Алова и Владимира Наумова, и Борис Годунов, и Гойя у Конрада Вольфа, и Сирано де Бержерак …. А для каких-то ролей время было безнадёжно упущено. Так Кулиджанов, готовясь к съёмкам «Преступления и наказания», предложил Смоктуновскому на выбор Свидригайлова или Порфирия Петровича. Поскольку Свидригайлов мог стать повторением пройденного, актёр предпочёл неясного для него самого Порфирия и вскоре пожалел об этом: «Как ни бились мы… выискивая контрастные ритмы, которые так легко предлагал Достоевский в этом образе, увы, выявить их я не смог». Играть человека, чья самобытность заключалась в «переливчатости», оказалось неожиданно тяжело, и актёр в процессе съёмок не раз говорил в сердцах: «Вот надо было мне дать сыграть Раскольникова — там бы я знал, что делать».

### Малый театр и МХАТ

#### Возвращение на сцену. «Царь Фёдор Иоаннович»
В 1971 году Иннокентий Смоктуновский был приглашён в Малый театр специально на роль царя Фёдора в трагедии Алексея Толстого, ставшую одной из самых выдающихся его актёрских работ. Об этой роли, коронной для русских трагиков, Смоктуновский мечтал давно: когда-то поставить «Царя Фёдора» он предлагал Товстоногову, в конце 60-х Владлен Давыдов пытался под Смоктуновского возобновить трагедию во МХАТе, но произошедшая в 1970 году смена художественного руководства заставила отложить вопрос на неопределённое время. Борис Равенских, художественный руководитель Малого театра, за постановку трагедии взялся по просьбе своего любимого актёра — Виталия Доронина, но, узнав из прессы, что Смоктуновский мечтает об этой роли, не побоялся обидеть Доронина ради того, чтобы Фёдора сыграл именно Смоктуновский.
Великий актёр — это актёр, само пребывание которого на сцене становится фактом искусства… Его поведение отмечено особой притягательной грацией. Она свидетельствует о неповторимости, исключительности его художественной природы. Поэтому точно он сегодня играет или нет, в ударе или не в настроении — не столь важно. Всё равно от него глаз отвести невозможно. Как от Смоктуновского.
В Фёдоре Смоктуновского не было ни «жалкого скудоумия», о котором писал Карамзин, ни «нравственного бессилия», в котором Толстой видел трагическую вину своего героя, не было ничего от «блаженного», и даже слова о подаренных цесарем шести обезьянах, обычно служившие подтверждением его слабоумия, у Смоктуновского неожиданно наполнялись иронически-драматическим смыслом. Трагедия Фёдора-Смоктуновского, с редкой естественностью сочетавшего в себе простодушие и исключительность, была, по словам Бориса Тулинцева, трагедией «чистого разума», который в спектакле Равенских подвергался жестокому испытанию действительностью — и терпел поражение. «Смоктуновский, — писала Марина Рахманова, — играет… со всей проникновенностью, с пугающей почти достоверностью постижения самого естества „последнего в роде“, обречённого царя. Иначе говоря, трагедию личности, но столь глубокой и необыденной, что перед душевным сокровищем его героя мелкими кажутся и проницательный ум Годунова, и недальновидная, хотя и искренняя прямота Ивана Шуйского».
Этот единственный спектакль актёр играл до лета 1976 года, когда по приглашению Олега Ефремова перешёл во МХАТ имени М. Горького.

#### С Ефремовым во МХАТе
На новой сцене актёр дебютировал в самом конце 1976 года в заглавной роли в чеховском «Иванове». Своими впечатлениями от этого дебюта Анатолий Эфрос поделился в книге «Профессия: режиссёр»: «Смоктуновский играет „Иванова“ необычайно глубоко. Собственно, на него только и смотришь в этом мхатовском спектакле. Он больше молчит, а говорят другие, но это значения не имеет, ибо, вот уж действительно, его молчание — золото… Он так слышит каждую фразу партнёра, так видит каждый его жест. Его лицо незаметно меняется от каждой чужой фразы или жеста. Иногда в зале и сам начинаешь почти физически ощущать, что на сцене чувствует этот Иванов». При этом актёр «в слове» понравился режиссёру меньше: он как будто объяснял словами своё молчание, и слова оказывались беднее.
Здесь, как некогда в БДТ, ему приходилось играть и роли, сшитые не по его росту — в «Кремлёвских курантах» Николая Погодина, в «Так победим!» Михаила Шатрова… Но и эту неизбежную повинность искупали Порфирий Головлёв, Дорн в «Чайке», Войницкий и Серебряков в «Дяде Ване» Чехова. После раскола МХАТа в 1987 году актёр остался в театре, получившем название МХТ имени А. П. Чехова. Смоктуновский и Ефремов, составившие яркий дуэт ещё в 1966 году в фильме «Берегись автомобиля», в последние годы с нескрываемым удовольствием играли вместе в «Кабале святош» Булгакова (Ефремов — Мольер, Смоктуновский — Людовик XIV) и «Возможной встрече» Пауля Барца (Смоктуновский — Бах, Ефремов — Гендель).
О том, чем был Смоктуновский лично для Ефремова и для его театра, рассказывал Анатолий Смелянский: «Уход Смоктуновского был одним из тех ударов, от которых не восстановиться. Он занимал совершенно особое место в Художественном театре: пока он был рядом, было ощущение порядка, какой-то актёрской иерархии, если хотите. Все понимали своё место и положение, потому как была точка отсчёта. Играя со Смоктуновским в последний раз в спектакле „Возможная встреча“ Пауля Барца… руководитель МХАТ, казалось мне, испытывал простую радость, которая так редко посещает его в последние годы. …Жизнь Художественного театра изменилась с уходом Иннокентия Смоктуновского, искусство Ефремова изменилось. Надо было строить театр, но уже без Смоктуновского. Долг и крест остались, а радость, кажется, совсем ушла».

### В кино и на телевидении
Всегда узнаваемый голос Иннокентия Смоктуновского звучал за кадром во многих игровых и документальных фильмах, в том числе в «Зеркале» Андрея Тарковского, где он озвучил роль главного героя, на протяжении всего фильма остающегося за кадром. Он дублировал Чарли Чаплина в фильмах «Огни рампы» и «Король в Нью-Йорке», много работал на радио и телевидении как актёр и как чтец. Его театральный репертуар дополнили роли, сыгранные в телевизионных спектаклях «Зима тревоги нашей» Розы Сироты, «Вишнёвый сад» Леонида Хейфеца, «Цезарь и Клеопатра» Александра Белинского и других.
В 1965 году на вопрос, что он предпочитает — театр или кинематограф, Смоктуновский отвечал: «И то, и другое дорого моему сердцу, но вот вынести двойную нагрузку оно не в состоянии». В 60-х годах он выбрал кино, в 70-х — театр. После возвращения на сцену он по-прежнему много снимался, у самых именитых советских режиссёров, включая Сергея Герасимова и Сергея Бондарчука, при этом чаще в небольших, а порою и в необязательных ролях. Но и среди эпизодических ролей были такие запоминающиеся, как Плюшкин в «Мёртвых душах» и Моисей Моисеевич в «Степи».
Кинематографисты не забывали о Смоктуновском даже в те годы, когда в России не снимали почти ничего; но выбор стал намного беднее, и сниматься в этот тяжёлый для всех российских актёров период приходилось главным образом ради заработка. Самой значительной работой последних лет стал Исаак в фильме Леонида Горовца «Дамский портной», отмеченный в 1990 году «Никой» как лучшая мужская роль, наиболее известной — криминальный авторитет Гиля в фильме Виктора Сергеева «Гений», «человек с явно пошатнувшейся психикой», по определению самого актёра. Последней киноролью Смоктуновского стал полковник Фрилей в фильме «Вино из одуванчиков», озвучить её актёр не успел.

### Смерть

Могила Смоктуновского на Новодевичьем кладбище Москвы

Иннокентий Смоктуновский умер 3 августа 1994 года на 70-м году жизни, находясь в подмосковном Посёлке санатория имени Герцена, где лечился после инфаркта. Церемония прощания прошла 6 августа в МХТ имени А. П. Чехова; в последний путь актёра провожали аплодисментами, точнее — овацией. В России в то время такое прощание ещё не было принято, многих оно поразило, кого-то даже шокировало, другие же приняли как должное то, что уникального актёра и провожают не так, как всех: «В этот последний день, — написала Наталья Барабаш, — у Иннокентия Михайловича всё было как всегда». После отпевания в церкви Воскресения Словущего на улице Неждановой актёр был похоронен на Новодевичьем кладбище (участок № 10).

## Семья и личная жизнь
В Махачкале Иннокентий Смоктуновский женился на партнёрше по сцене актрисе Римме Быковой; брак оказался недолгим, и из Сталинграда в Москву актёр отправился один.
Недолгое и бесплодное в творческом отношении пребывание Смоктуновского в Театре имени Ленинского комсомола сыграло решающую роль в его частной жизни: здесь в 1955 году он познакомился с работавшей в пошивочном цехе художницей по костюмам Суламифью Михайловной (Шламитой Хаймовной) Кушнир (урождённой Хацкелевич; 1925, Иерусалим — 2016, Москва), дочерью известной писательницы на идише Ширы Горшман; отчимом её с 1930 года был художник и книжный график Мендл Горшман (1902—1972). «Человек высокой организованности, и внутренней, и художнической, — говорил о Суламифи Михайловне актёр Ленкома Всеволод Ларионов, — она его воспитала и стала на всю жизнь и женой, и матерью». В марте 1956 года у них родилась дочь, названная Надеждой, но в сентябре того же года она умерла.
Сын Филипп (30 июля 1957 — 19 октября 2022) был актёром, затем переводчиком научно-фантастической литературы; страдал наркозависимостью.
Внучка Анастасия Смоктуновская (Буцкевич; род. 1982) была актрисой Московского драматического театра п/р Армена Джигарханяна.
Дочь Мария (род. 1965) стала балериной, затем работала в Музее МХАТа.

## Творчество

### Оценки критиков и режиссёров
В 1959 году Наум Берковский в статье, посвящённой товстоноговскому «Идиоту», назвал Иннокентия Смоктуновского актёром интеллектуального стиля, умеющим объединить жест, мимику и позу с «игрой души». Он отметил, что этот сценический стиль имеет свою традицию, воплощённую в таких именах, как Павел Орленев (первый исполнитель роли Фёдора Иоанновича), Александр Моисси и Михаил Чехов. Однако поспешил оговориться: «Со стороны критики было бы нескромностью самовольно приравнивать молодого актёра к прославленным именам прошлого… У Смоктуновского всё впереди, он сам докажет, какое место ему надлежит занимать в театре».
На театральной сцене и в кинематографе актёру довелось играть роли самые разные, объединяла их — князя Мышкина и Иудушку Головлёва, Гамлета и Юрия Деточкина — прежде всего ярко выраженная интровертность. По поводу фильма «Солдаты», в котором актёр впервые обратил на себя внимание, Инна Соловьёва и Вера Шитова писали в 1966 году:
В обстоятельствах войны, где отдельность вроде бы и невозможна и странна, герой Смоктуновского… обладал какой-то органической особностью, отдельностью своего существования. Это и стало определительным для всех без исключения ролей, сыгранных актёром: не поддающаяся простым объяснениям, но удивительно видная отдельность его героев.

Герои Смоктуновского всегда общительны, всегда очень контактны, самая их интонация всегда… ищет отзыва. И при всём том люди, которых он сыграл, притягивают и тревожат нас сокровенной цельностью своего внутреннего ядра… И если зритель на вопрос, чем ему нравится Смоктуновский, отвечает, как правило: «своим обаянием», — ответ этот и верен и неверен. Обаяние Смоктуновского не в актёрском шарме, которого у него почти нет, а вот в этом, таком редкостном даже для современного экрана обаянии сложного, обаянии отдельного, которое оказывается всякий раз сложным и неисчерпаемым… В этом разгадка того удивительного на первый взгляд обстоятельства, что вершинами его ролей становятся подчас молчаливые проходы или минуты кажущегося бездействия
Он привлекает тем, что в нём горит какой-то внутренний свет, я иначе это не могу назвать. Он поражает меня загадочностью своего творческого процесса — его нельзя объяснить. С ним нельзя работать, как с другими актёрами, его нельзя подчинить логикой, ему надо дать жить…
Такой молчаливый проход запомнился критикам, в частности, в фильме «Девять дней одного года» — когда Илья Куликов один появлялся в опустевшем туннеле, и зрители не видели его лица, не слышали голоса, но в его походке было всё.
Гамлет, сыгранный Смоктуновским в фильме Григория Козинцева, — меланхоличный, рефлексирующий, утончённый и вместе с тем для самого актёра он был прежде всего борцом — «за человеческое в человеке». Критики упрекали актёра в том, что для его Гамлета не существует «быть или не быть?», и сам актёр говорил, что не считает знаменитый монолог (в фильме он сокращён) кульминацией роли, как не считает и самого Гамлета человеком колеблющимся и сомневающимся; герой Шекспира виделся ему и сильным, и решительным, наделённым «огромной душевной волей и умственной энергией», его трагедия была трагедией знания, а не сомнения, и путеводными для него стали слова Белинского: Гамлет — это ты, это мы, это я, это все. Гамлету Смоктуновского, отмечал критик, хватило бы и воли, и решимости сразу отомстить за отца, и медлит он потому, что мысль его — не только о Клавдии. «Если можно максимально приблизить к нам шекспировского героя, — писала Майя Туровская, — Смоктуновский делает это».
Роль, бывшая до него «коронной» у многих прославленных актёров, включая Лоренса Оливье и Михаила Чехова, принесла актёру широкое международное признание, была высоко оценена и зрителями, и критиками, и даже коллегами-актёрами, однако сам актёр остался не удовлетворён как своей работой, так и режиссёрской трактовкой трагедии. Он вообще редко бывал доволен собой; по свидетельству Беллы Езерской, в конце жизни из двухсот ролей, сыгранных в театре и кино, актёр только десять считал совершенно удавшимися: «Даже „Царя Фёдора Иоанновича“, которого критика отнесла к числу его шедевров, он не считает удачей».
В 1960-х годах актёра нередко упрекали в том, что во всех своих ролях он так или иначе повторяет князя Мышкина. Раиса Беньяш уже тогда считала это величайшим заблуждением: «Лирическую взволнованность, органическую интеллигентность, интеллектуальную тонкость, обострённость нравственных задач, повышенную чуткость в восприятии окружающего — всё, что составляет неотъемлемую принадлежность творческой личности Смоктуновского, многие принимают за личное достояние князя Мышкина». В действительности Смоктуновский, будучи актёром характерным, как никто другой, умел оставаться самим собой в самых разных ролях; в 58 лет впервые получив предложение сыграть персонаж «ярко негативной сущности» — Иудушку Головлёва, «выродка», который душит всё живое вокруг себя, убивает пустословием, Смоктуновский поначалу воспринял это предложение как оскорбление; но, предположив, что в каждом есть хоть капля такого Иудушки, он нашёл эту каплю и в себе, — и Порфирий Головлёв стал одной из лучших его ролей; по свидетельству Смелянского, «оторопь брала от того, в какие тайники заглянул артист».
Смоктуновский, — писала Беньяш ещё задолго до чеховского Иванова и Головлёва, — актёр истинного и тончайшего перевоплощения. Изменчивость, разность его героев, включая и внешний их облик, достигается не гримом, а сложным переключением ритмов, способов общения с людьми, точным попаданием на эмоциональную волну данного, именно и только данного человека. А как результат этого попадания, меняются внутренние, душевные приспособления. Меняется даже весь строй существования, движение мысли, пластика, всегда точная и необыкновенно разнообразная… Даже одно и то же человеческое качество преображается у актёра неузнаваемо, возникая в разных людях

С Олегом Ефремовым в фильме «Берегись автомобиля» (1966)

Судя по тому, какие роли нередко предлагали Смоктуновскому в кино, режиссёрам казалось, что этот актёр может всё, в том числе и вытянуть на себе откровенно слабый фильм; на самом деле, и это не раз отмечали критики, он намного сильнее, чем заурядные актёры, нуждался в качественной драматургии; его высшие достижения связаны преимущественно с классическим репертуаром, в современном ему порою остро недоставало объёмности характера; особенно в кино, где неповторимость личности, по словам актёра, часто пытаются подменить «внешней эффектностью, неожиданными ракурсами».

Памятник Юрию Деточкину в Самаре

Фильм «Ночной гость» представлен Соловьёвой и Шитовой как «Идиот», написанный не Достоевским, а Ганей Иволгиным — в полном соответствии с тем, как он в романе толкует цели и мотивы Мышкина: и бессребреничество, и чуткость к ближнему у героя Смоктуновского — Пал Палыча — превращались в изощрённые способы вымогательства. Отмеченный критиками «дар отдельности» в топорно-поучительном фильме Владимира Шределя, словно в насмешку над актёром, был использован для доказательства того, что сложных людей на самом деле не бывает и любую сложность можно разложить на несколько простых и подленьких составляющих. И хотя Смоктуновский, как отмечал Борис Тулинцев, укрупнил персонаж, придав ему едва ли не мистический смысл, преодолеть ущербность сценария ему не удалось.
Вместе с тем в кино «визитной карточкой» актёра, в неменьшей степени, чем Гамлет, стал Юрий Деточкин в лирической комедии Эльдара Рязанова «Берегись автомобиля», где он вновь продемонстрировал мастерство погружения в образ, ещё раз сыграв Гамлета, но уже не как Смоктуновский, а как посредственный актёр самодеятельного театра. После его отказа из-за занятости и усталости Рязанов пробовал на эту роль многих прекрасных актёров, но кому-то, как Леониду Куравлёву, при всей достоверности и правдивости, не хватало странности, «этакого лёгкого сдвига мозгов», кто-то, как Олег Ефремов, мастерски изображал Деточкина, но не был им и оттого производил впечатление «волка в овечьей шкуре». Всё сошлось в Смоктуновском, включая природную странность: «Он пришёл на экран сам, как личность, — писал Рязанов. — Его своеобразная человеческая индивидуальность дала тот эффект остранения характера Деточкина, какого я мог только желать. Этого невозможно было добиться никакими актёрскими ужимками, приёмами, уловками».
И при жизни, и после смерти Иннокентия Смоктуновского награждали самыми высокими эпитетами, какие только можно было найти в русском языке, он был не только «гением», но и «первым, первейшим артистом России», — Олег Ефремов, который не смог говорить на панихиде, даже после ухода отказывался называть его «великим»: «великих» было много, Смоктуновский для Ефремова был один.

## Театральные работы
Норильский Заполярный театр драмы и музыкальной комедии
- 1946 — «Чужой ребёнок» В. В. Шкваркина — Костя
- 1946 — «Машенька» А. Н. Афиногенова — Виктор Туманский
- 1947 — «Старые друзья» Л. А. Малюгина — Семён Горин
- 1947 — «Последние» М. Горького — Пётр
- 1947 — «Дети Ванюшина» С. А. Найдёнова — Алексей
- 1948 — «Разлом» Б. А. Лавренёва — Полевой
- 1948 — «Вас вызывает Таймыр» А. А. Галича и К. Ф. Исаева — Гришко
- 1949 — «Доходное место» А. Н. Островского — Мыкин
- 1949 — «Моцарт и Сальери» А. С. Пушкина — Моцарт
- 1950 — «Поздняя любовь» А. Н. Островского — Дормидонт
- 1951 — «Шутники» А. Н. Островского — Недоносков[117]
- «Любовь Яровая» К. А. Тренёва — Иван Колосов
- «Заговор обречённых» Н. Е. Вирты — монах Яков

Дагестанский русский драматический театр имени М. Горького
- 1952 — «Семья» И. Ф. Попова — Александр Ульянов
- 1952 — «Свадьба с приданым» Н. М. Дьяконова — Муравьёв
- 1952 — «Её друзья» В. С. Розова — Виктор
- 1952 — «Ревизор» Н. В. Гоголя — Хлестаков[117]

Сталинградский областной театр имени М. Горького
- 1953 — «Ревизор» Н. В. Гоголя — Хлестаков
- 1953 — «Великий государь» В. А. Соловьёва — Магнус
- 1953 — «Укрощение строптивой» У. Шекспира — Бионделло
- 1954 — «Снежная королева» Е. Л. Шварца — Сказочник
- 1954 — «Доходное место» А. Н. Островского — Белогубов[117]

Театр-студия киноактёра
- 1955 — «У опасной черты» В. А. Любимовой — Неуспевающий
- 1955 — «Анджело» В. Гюго — Апафесто
- 1955 — «Как он лгал её мужу» Б. Шоу — Генри
- 1955 — «Машенька» А. Н. Афиногенова — Виктор Туманский
- 1955 — «Последние» М. Горького — Пётр[117]

Большой драматический театр имени Горького
- 1957 — «Идиот» по Ф. М. Достоевскому; постановка Г. А. Товстоногова — князь Мышкин
- 1957 — «Кремлёвские куранты» Н. Ф. Погодина; постановка В. Я. Софронова и И. П. Владимирова — Дзержинский (ввод)
- 1960 — «Иркутская история» А. Н. Арбузова; постановка Г. А. Товстоногова — Сергей Серёгин[117]

Малый театр
- 1973 — «Царь Фёдор Иоаннович» А. К. Толстого; постановка Б. И. Равенских — царь Фёдор[117]

МХАТ и МХТ имени Чехова
- 1976 — «Иванов» А. П. Чехова; постановка О. Н. Ефремова — Иванов
- 1977 — «Обратная связь» А. И. Гельмана; постановка О. Н. Ефремова — Сакулин
- 1979 — «Кремлёвские куранты» Н. Ф. Погодина — Часовщик
- 1980 — «Чайка» А. П. Чехова; постановка О. Н. Ефремова — Дорн
- 1983 — «Так победим!» М. Шатрова; постановка О. Н. Ефремова — Соратник Ленина и Профессор (с 1988 года)
- 1984 — «Господа Головлёвы» по М. Е. Салтыкову-Щедрину; постановка Л. А. Додина — Порфирий Головлёв
- 1985 — «Дядя Ваня» А. П. Чехова; постановка О. Н. Ефремова — Серебряков и Войницкий (с 1988 года)
- 1986 — «Тамада» А. М. Галина; постановка К. М. Гинкаса — Реваз
- 1988 — «Кабала святош» М. А. Булгакова; постановка А. Я. Шапиро — король Людовик XIV
- 1990 — «Вишнёвый сад» А. П. Чехова; постановка О. Н. Ефремова — Гаев / Фирс
- 1990 — «Эквус» П. Шеффера — Мартин Дайзер
- 1992 — «Возможная встреча» П. Барца; постановка В. В. Долгачёва — И. С. Бах[117]

Антреприза Н. Шлезингера (США)
- 1992 — «Из жизни дождевых червей» П. У. Энквиста; постановка И. Смоктуновского и В. Ланского — Андерсен[117]

### Работы на телевидении
- 1957 — «Дорогой бессмертия» В. Брагина (телеспектакль); постановка А. Чигинского и Г. Товстоногова — Юлиус Фучик
- 1963 — «Зима тревоги нашей», по Д. Стейнбеку (телеспектакль); постановка Р. Сироты — Итен Аллен Хоули
- 1971 — «Маленькие трагедии» по А. С. Пушкину; постановка Л. Вивьена, А. Даусона, Л. Пчёлкина — Моцарт
- 1976 — «Вишнёвый сад» по А. П. Чехову (телеспектакль); постановка Л. Хейфеца — Гаев
- 1979 — «Цезарь и Клеопатра» Б. Шоу (телеспектакль); постановка А. Белинского — Юлий Цезарь
- 1982 — «Этот фантастический мир. Выпуск 7» по рассказам О. Лукьянова «Принцип неопределенности» и А. Порджеса «Ценный товар» (телеспектакль); режиссёр В. Спиридонов — капитан
- 1983 — «Три карты» (фильм-балет) по мотивам повести А. Пушкина «Пиковая дама»; постановка Б. Барановского, В. Бунина
- 1995 — «Мечтательница» по Ф. М. Достоевскому (телеспектакль); постановка М. Дубровиной — Карл Фёдорович Мейер

## Работы на радио

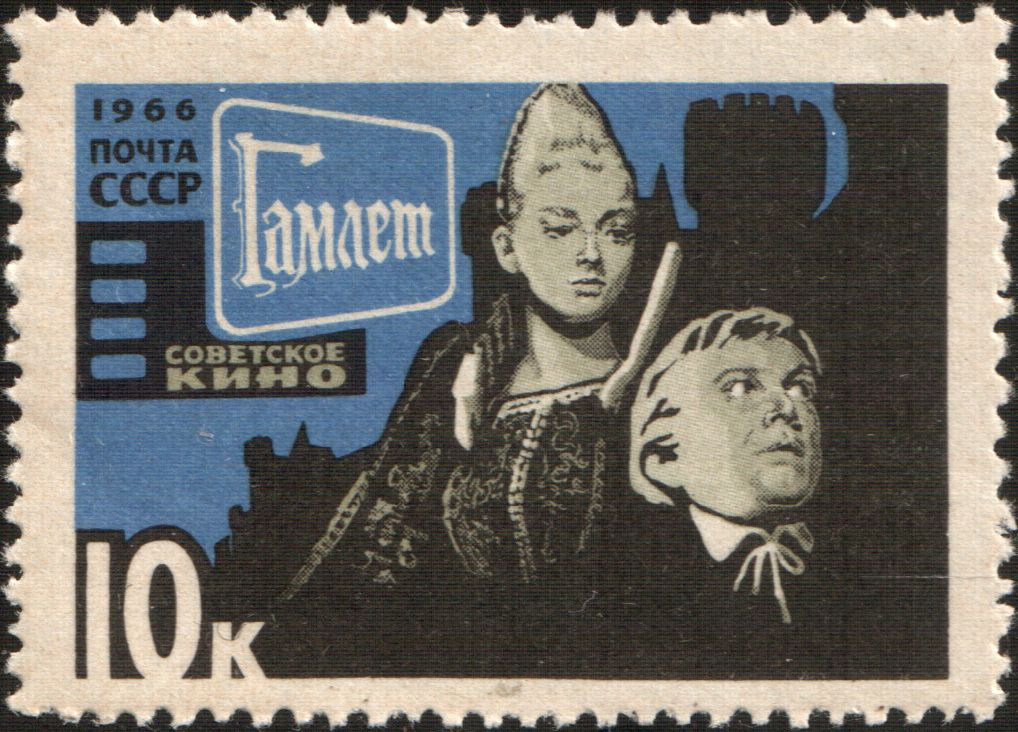
Герои фильма «Гамлет» — Анастасия Вертинская (Офелия) и Иннокентий Смоктуновский на почтовой марке СССР 1966 года

На радио Иннокентий Смоктуновский как чтец записал главы из романа И. А. Гончарова «Обломов», из «Идиота» Ф. М. Достоевского и «Дон Кихота» М. Сервантеса, отрывки из «Евгения Онегина» и «Бориса Годунова» А. С. Пушкина; полностью записал сказки А. С. Пушкина и его повести «Капитанская дочка» и «Метель», повесть А. П. Чехова «Чёрный монах», сказки Г. Х. Андерсена, рассказы И. С. Тургенева, Г. Мопассана, К. Паустовского, Акутагавы и Г. Бёлля, а также стихотворения Ф. Шиллера, Р. Рильке, Б. Пастернака, А. Т. Твардовского.
Как актёр Смоктуновский сыграл в радиоспектаклях:
- 1981 — «Портрет Дориана Грея» О. Уайльда — лорд Генри
- 1982 — «Старая любовь» А. Мишарина — Цаплин
- 1987 — «Дон Кихот» Н. Александровича — Дон Кихот[119]
- 1989 — «Мусоргский» — Ведущий
- 1990 — «Бесплодные усилия любви» У. Шекспира — Натаниель
- 1991 — «Эскориал» М. де Гельдерода — Король
- 1993 — «Средство от курения» (по рассказу С. Кинга «Корпорация «Бросайте курить»») — Морисон[120]
- 1994 — «Первая любовь Ходжи Насреддина» Т. Зульфикарова — Толгат-Бек[118]

## Фильмография
| Год  |     | Название                      | Роль                                                   |
| ---- | --- | ----------------------------- | ------------------------------------------------------ |
| 1956 | ф   | Убийство на улице Данте       | молодой нацист                                         |
| 1956 | кор | Как он лгал её мужу           | Генри                                                  |
| 1956 | ф   | Солдаты                       | Фарбер                                                 |
| 1957 | ф   | Рядом с нами                  | Андрей Королёв                                         |
| 1957 | ф   | Шторм                         | Муромцев                                               |
| 1958 | ф   | День первый                   | В. А. Антонов-Овсеенко                                 |
| 1958 | тф  | Ночной гость                  | Пал Палыч                                              |
| 1959 | ф   | Неотправленное письмо         | Сабинин                                                |
| 1960 | ф   | До будущей весны              | Алексей Ручьёв                                         |
| 1961 | ф   | Високосный год                | Геннадий Куприянов                                     |
| 1961 | ф   | Девять дней одного года       | Илья Куликов                                           |
| 1962 | тф  | Моцарт и Сальери              | Моцарт                                                 |
| 1964 | ф   | Гамлет                        | Гамлет                                                 |
| 1965 | ф   | На одной планете              | В. И. Ленин                                            |
| 1966 | ф   | Берегись автомобиля           | Юрий Деточкин                                          |
| 1966 | ф   | Первый посетитель             | В. И. Ленин                                            |
| 1968 | тф  | Первая любовь                 | Пётр Васильевич                                        |
| 1968 | ф   | Степень риска                 | Александр Кириллов                                     |
| 1968 | ф   | Живой труп                    | Иван Петрович («Гений»)                                |
| 1969 | ф   | Преступление и наказание      | Порфирий Петрович                                      |
| 1969 | ф   | Чайковский                    | Пётр Ильич Чайковский                                  |
| 1970 | ф   | Дядя Ваня                     | Иван Петрович Войницкий                                |
| 1971 | тф  | Ехали в трамвае Ильф и Петров | пассажир                                               |
| 1972 | кор | Ночь на размышление           | Интеллигент / Антипод                                  |
| 1972 | ф   | Укрощение огня                | К. Э. Циолковский                                      |
| 1973 | ф   | Москва — Кассиопея            | И. О. О. (исполняющий особые обязанности)              |
| 1973 | ф   | Исполнение желаний            | Дмитрий Бауэр                                          |
| 1974 | ф   | Дочки-матери                  | Вадим Антонович                                        |
| 1974 | ф   | Романс о влюблённых           | трубач                                                 |
| 1974 | ф   | Отроки во Вселенной           | И. О. О. (исполняющий особые обязанности)              |
| 1974 | ф   | Анна и Командор               | Вадим Петрович, драматург                              |
| 1974 | ф   | Выбор цели                    | Франклин Делано Рузвельт                               |
| 1975 | тф  | В горах моё сердце            | мистер Козак                                           |
| 1975 | ф   | Звезда пленительного счастья  | Иван Богданович Цейдлер, иркутский губернатор          |
| 1975 | ф   | Они сражались за Родину       | хирург                                                 |
| 1975 | ф   | Доверие                       | Бобриков, губернатор Финляндии                         |
| 1976 | тф  | Фантазия                      | Дмитрий Санин                                          |
| 1976 | мтф | Дни хирурга Мишкина           | Пахом Григорьевич                                      |
| 1977 | ф   | Легенда о Тиле                | Карл V                                                 |
| 1977 | ф   | Принцесса на горошине         | Король-отец                                            |
| 1977 | ф   | Степь                         | Моисей Моисеевич                                       |
| 1977 | ф   | В четверг и больше никогда    | Иван Модестович, отчим Сергея                          |
| 1977 | ф   | Враги                         | Захар Бардин                                           |
| 1978 | ф   | Бархатный сезон               | комиссар                                               |
| 1979 | ф   | Барьер (Болгария)             | Антоний Манев                                          |
| 1979 | ф   | Москва слезам не верит        | Смоктуновский (камео)                                  |
| 1979 | мтф | Маленькие трагедии            | Сальери («Моцарт и Сальери») / Барон («Скупой рыцарь») |

| Год  |     | Название                                                               | Роль                                                  |
| ---- | --- | ---------------------------------------------------------------------- | ----------------------------------------------------- |
| 1981 | ф   | Рождённые бурей                                                        | старый граф                                           |
| 1981 | кор | Шутка?                                                                 | Гросс                                                 |
| 1982 | тф  | Вновь я посетил…                                                       | читает стихи А. С. Пушкина                            |
| 1982 | тф  | Кража                                                                  | Энтони Старкуэтер                                     |
| 1982 | тф  | Пиковая дама                                                           | Чекалинский                                           |
| 1983 | ф   | Двое под одним зонтом                                                  | Тиль                                                  |
| 1983 | тф  | Поздняя любовь                                                         | Герасим Порфирьевич Маргаритов                        |
| 1983 | ф   | Пробуждение                                                            | генерал Гиппиус                                       |
| 1983 | ф   | Уникум                                                                 | Сан Саныч                                             |
| 1984 | мтф | Мёртвые души                                                           | Плюшкин                                               |
| 1985 | тф  | Дети солнца                                                            | Протасов                                              |
| 1985 | ф   | Странная история доктора Джекила и мистера Хайда                       | доктор Джекил                                         |
| 1985 | ф   | Русь изначальная                                                       | император Юстиниан                                    |
| 1986 | ф   | Последняя дорога                                                       | барон Геккерн                                         |
| 1986 | тф  | Приключения Шерлока Холмса и доктора Ватсона: Двадцатый век начинается | лорд Томас Бэллинджер, премьер-министр Великобритании |
| 1986 | ф   | Очи чёрные                                                             | Модест Петрович, городской голова                     |
| 1987 | ф   | Без солнца                                                             | Барон                                                 |
| 1987 | мтф | Гардемарины, вперёд!                                                   | кардинал де Флёри                                     |
| 1987 | ф   | Загадочный наследник                                                   | Василий Григорьевич Ерихонов                          |
| 1987 | ф   | На исходе ночи                                                         | Зайферт                                               |
| 1987 | ф   | Первая встреча, последняя встреча                                      | полковник контрразведки                               |
| 1988 | ф   | Запретная зона                                                         | Артём Григорьевич Каланчёв                            |
| 1988 | ф   | Чёрный коридор                                                         | Николай Иванович Ечевин, учитель истории              |
| 1989 | тф  | Сердце не камень                                                       | Потап Потапыч Каркунов                                |
| 1989 | ф   | Мать                                                                   | губернатор                                            |
| 1990 | ф   | Ловушка для одинокого мужчины                                          | папаша Мерлуш                                         |
| 1990 | ф   | Дамский портной                                                        | Исаак, дамский портной                                |
| 1991 | ф   | Дина                                                                   | Бардов                                                |
| 1991 | ф   | Гений                                                                  | «Принц», криминальный авторитет                       |
| 1991 | тф  | Дело                                                                   | Пётр Константинович Муромский                         |
| 1991 | мтф | Дело Сухово-Кобылина                                                   | Пётр Константинович Муромский                         |
| 1991 | ф   | Линия смерти                                                           | Луковецкий                                            |
| 1991 | ф   | Осада Венеции (Италия)                                                 | инквизитор                                            |
| 1991 | тф  | Иван Фёдоров, или Откровение Иоанна Первопечатника                     | царь Иван Грозный                                     |
| 1992 | ф   | Золото (Италия)                                                        | дон Диего                                             |
| 1993 | ф   | Убийца                                                                 | следователь                                           |
| 1993 | ф   | Хочу в Америку                                                         | писатель                                              |
| 1994 | ф   | Белый праздник                                                         | Валентин Грэг, профессор                              |
| 1994 | ф   | Заколдованные                                                          | дегустатор                                            |
| 1994 | тф  | Поездка на восток                                                      | Миколай                                               |
| 1997 | мтф | Вино из одуванчиков                                                    | полковник Фрилей (роль озвучил С. Безруков)           |
| 2000 | с   | Воспоминания о Шерлоке Холмсе                                          | лорд Томас Бэллинджер, премьер-министр Великобритании |
| 2001 | ф   | Часы без стрелок                                                       | Валентин                                              |

### Дубляж
- 1952 — Огни рампы — Кальверо (роль Ч. Чаплина)
- 1955 — Дай руку, жизнь моя — Моцарт (роль О. Вернера)
- 1957 — Король в Нью-Йорке — король Шадов (роль Ч. Чаплина)
- 1959 — Токтогул
- 1960 — Ребята с Канонерского — Михаил (роль Л. Борисова)
- 1961 — Спасибо за весну — Жан Межмал (роль Э. Павулса)
- 1962 — Если позовёт товарищ — Алексей (роль В. Ткаченко)
- 1966 — Маленький принц — лётчик (роль О. Коберидзе)
- 1966 — Поэма двух сердец — Лохари (роль Т. Реджаметова)
- 1976 — Двадцать дней без войны — Вячеслав (роль Н. Гринько)
- 1977 — Я боюсь — судья Канчедда (роль Э. Юзефсона)
- 1981 — Опасный возраст — Наркис Михайлович Родимцев (роль Ю. Будрайтиса)
- 1984 — Поездка в Индию — профессор Годбоул (роль А. Гиннесса)
- 1985 — На охоте — Корнелиус (роль Дж. Гилгуда)
- 1989 — Возвращение Ходжи Насреддина — Ходжа Насреддин (роль Р. Чхиквадзе) / Тимур Тамерлан (роль Г. Гомбосурэна)
- 1989 — Под небом голубым… — Соболев-старший (роль Ю. Будрайтиса)
- 1990 — Другая драма — Борис Пастернак (роль А. Смирнова)
- 1991 — Виват, гардемарины! — король Пруссии Фридрих (роль П. Буткевича)

### Озвучивание
- 1962 — После свадьбы — закадровый текст
- 1965 — Последний месяц осени — текст от автора
- 1966 — Сибирью пленённые (документальный) — читает текст
- 1970 — Алгебра революции (научно-популярный) — текст за кадром
- 1971 — Памяти Достоевского (документальный) — читает текст
- 1972 — Ревизор. Сцены из спектакля (фильм-спектакль) — голос за кадром
- 1972 — Тревожная хроника (документальный) — текст за кадром
- 1974 — Зеркало — текст от автора
- 1974 — Цапля и журавль (мультипликационный) — текст от автора
- 1975 — Русский народный театр — читает текст
- 1976 — Когда уходят снега (короткометражный) — текст от автора
- 1977 — Старый дом (мультипликационный) — читает сказку Х. К. Андерсена
- 1977 — Я к вам лечу воспоминаньем… (мультипликационный) — читает стихи и прозу А. С. Пушкина
- 1978 — Осенние колокола — читает сказку А. С. Пушкина
- 1979 — Про щенка (мультипликационный) — щенок
- 1980 — Болдинское притяжение — текст за кадром
- 1980 — Рождение идеи. Циолковский (документальный) — закадровый текст
- 1980 — И с вами снова я… (мультипликационный) — озвучивание
- 1981 — Корни травы — читает текст
- 1981 — Крепыш — читает текст (голос Крепыша)
- 1981 — Говорящие руки Траванкора (мультипликационный) — закадровый текст
- 1981 — Сто радостей, или Книга великих открытий — текст от автора
- 1981 — Халиф-аист (мультипликационный) — халиф
- 1982 — Рерих (документальный) — читает текст
- 1983 — Путь в вечность — читает стихи корейской классической поэзии в переводе А. А. Ахматовой
- 1983 — Болдинская бессонница — авторский текст и стихи А. С. Пушкина
- 1984 — Седой Урал (документальный) — закадровый текст
- 1985 — Сестра моя Люся — текст от автора
- 1986 — Академик Лаврентьев (документальный) — закадровый текст
- 1986 — Геракл у Адмета (мультипликационный) — старик
- 1987 — Любимое моё время (мультипликационный)
- 1989 — Асаф Мессерер (документальный) — закадровый текст
- 1989 — Село Степанчиково и его обитатели (телеспектакль) — текст от автора[124]
- 1990 — Грибная охота (документальный) — закадровый текст
- 1990 — Маринеско (документальный) — закадровый текст
- 1991 — На Илыче осеннем — закадровый текст
- 1991 — Монстр: Портрет Сталина кровью (документальный) — читает текст
- 1993 — рекламные ролики из серии «Всемирная история, Банк Империал» — «Пётр I», «Тамерлан»
- 1993 — Время Мераба — закадровый текст
- 1993 — Истоки (короткометражный) — закадровый текст
- 1994 — Посвящение в любовь — текст от автора

### Участие в фильмах
- 1967 — Евгений Урбанский (документальный)
- 1971 — Где б ни был я (документальный)
- 1974 — Мир Николая Симонова (документальный)
- 1981 — Последний сад (документальный) — читает отрывки из произведений А. Чехова
- 1985 — Михаил Ромм: Исповедь кинорежиссёра (документальный)
- 1987 — «Идиот» по Ф. М. Достоевскому (фильм-балет); постановка Б. Эйфмана и Ф. Слидовкера — вступительное слово
- 1990 — Играют и поют лауреаты 9-го Международного конкурса имени П. И. Чайковского (документальный)

### Архивные кадры
- 1987—2013 — Биография (США, документальный)
- 2005 — Григорий Козинцев (из документального цикла «Острова»)
- 2006 — Иннокентий Смоктуновский (из цикла передач телеканала ДТВ «Как уходили кумиры») (документальный)
- 2007 — Берегись автомобиля (из документального цикла «Фильм про фильм»)
- 2008 — Иннокентий Смоктуновский против князя Мышкина (документальный)
- 2008 — Сергей Урусевский (из документального цикла «Острова»)
- 2010 — Татьяна Лаврова. Недолюбила, недожила… (телепрограмма «Кумиры» с Валентиной Пимановой) (документальный)

### Грампластинки
- 1991 — Серия Библия для самых маленьких. 11 пластинок. Читает Иннокентий Смоктуновский. В изложении Пенни Франк; Перевод с английского М. Дэль, Н. Жердевой
- 1990 — Шедевры мировой поэзии. Из библейской поэзии Книга Иова. Псалмы (перевод с древнееврейского С.Аверинцева). Читают: Иннокентий Смоктуновский, Сергей Аверинцев[125]

## Награды и звания
- Герой Социалистического Труда (08.06.1990) — «за выдающиеся заслуги в развитии советского театрального искусства»[126]
- Заслуженный артист РСФСР (1964)
- Народный артист РСФСР (1969)
- Народный артист СССР (1974)[127]
- Заслуженный деятель искусств Словакии (1970)[128]
- Ленинская премия (1965) — за исполнение главной роли в фильме «Гамлет»[129]
- Государственная премия РСФСР имени братьев Васильевых (1971) — за роль Порфирия Петровича в фильме «Преступление и наказание»[129]
- Три ордена Ленина (22.06.1971; 27.03.1985; 08.06.1990)[130][127]
- Орден Отечественной войны I степени (11.03.1985)[131][132]
- Орден Дружбы народов (07.08.1981)[17]
- Две медали «За отвагу» (19.10.1943; 18.02.1945)[17]
- Медаль «За победу над Германией в Великой Отечественной войне 1941—1945 гг.»
- Медаль «Двадцать лет Победы в Великой Отечественной войне 1941-1945 гг.»
- Медаль «Тридцать лет Победы в Великой Отечественной войне 1941-1945 гг.»
- Медаль «Сорок лет Победы в Великой Отечественной войне 1941-1945 гг.»
- Медаль «За доблестный труд. В ознаменование 100-летия со дня рождения Владимира Ильича Ленина»
- Медаль «За освобождение Варшавы»
- Медаль «За взятие Берлина»
- Медаль «50 лет Вооружённых Сил СССР»
- Медаль «60 лет Вооружённых Сил СССР»
- Медаль «70 лет Вооружённых Сил СССР»
- Медаль «Ветеран труда»
- ВКФ в Ленинграде (Диплом СК СССР за главную роль в фильме «Гамлет», 1964)[128]
- МКФ в Венеции (Приз «Золотая доска» журнала «Синема Нуво» за лучшую мужскую роль в фильме «Гамлет», 1964))[128]
- МКФ в Панаме (Приз «Серебряное блюдо» за лучшее исполнение мужской роли в фильме «Гамлет», 1965)[128]
- МКФ в Картахене (Приз за лучшее исполнение мужской роли в фильме «Берегись автомобиля», 1969)[128]
- МКФ в Сан-Себастьяне (Приз Серебряная раковина лучшему актёру — за главную роль в фильме «Чайковский», 1970)[128]
- Фестиваль советских фильмов в Сорренто (Приз, фильм «Дядя Ваня», 1972)
- Премия «Ника» в номинации «Лучшая мужская роль» — за фильм «Дамский портной» (1991)[128]
- Премия «Ника» в номинации «Приз за вклад в киноискусство» (1993)[128]
- МКФ авторского фильма в Сан-Ремо (Приз за лучшую мужскую роль в фильме «Дамский портной», 1991)[128]
- Международный фестиваль актёров кино «Созвездие», учреждённый Гильдией актёров кино России(Приз «За выдающийся вклад в профессию», 1993)[128]
- Лучший иностранный актёр года (Англия, 1965)
- Лучший актёр года по опросу журнала «Советский экран» (1964, 1966, 1970).

## Память
- В Санкт-Петербурге на доме, где он жил в 1958—1971 годах (Московский проспект, 75), установлена мемориальная доска.
- В сентябре 2007 года на родине актёра в деревне Татьяновка Шегарского района Томской области был открыт музей имени И. М. Смоктуновского. В основе экспозиции — собранные школьниками материалы — газетные и журнальные материалы, а также фотовыставка, посвящённая визиту актёра в родные места, во время гастролей с театром в Томске в 1985 году[133]. В ноябре 2022 года музей сильно пострадал в результате пожара[134][135].
- В честь Смоктуновского был назван астероид № 4926.

## Фильмография о Смоктуновском
- 1993 — «Иннокентий Смоктуновский. Воспоминания в саду»
- 2001 — «Чтобы помнили. Иннокентий Смоктуновский». Глава 79 (автор и ведущий Л. Филатов)
- 2008 — «Мой серебряный шар. Иннокентий Смоктуновский» (автор и ведущий В. Вульф)[136]
- 2008 — «Исторические хроники» 65-я серия. 1963 год — Иннокентий Смоктуновский (ведущий Н. Сванидзе)
- 2010 — «Острова. Иннокентий Смоктуновский» (Режиссёр: В. Трояновский, Производитель: ГТРК «Культура»)
- 2010 — «Таланты и поклонники. Иннокентий Смоктуновский»
- 2010 — «Иннокентий Смоктуновский „Моя фамилия вам ничего не скажет…“» (телеканал «ТВ Центр». Автор сценария — А. Ярошевский, режиссёр — А. Аленин)
- 2015 — «Иннокентий Смоктуновский. За гранью разума» (ЗАО «Телекомпания „Останкино“». Автор и ведущая — В. Пиманова)
- 2015 — «Непотерянный рай И. М. Смоктуновский» (фильм ГТРК Красноярск)